# Paulo Cesar Bonfim
Paulo Cesar Bonfim (* 15. Juli 1971 in São Paulo), auch bekannt als Paulinho, ist ein ehemaliger brasilianischer Fußballspieler.

## Karriere
Paulinho begann seine Profilaufbahn 1989 beim brasilianischen Erstligisten Guarani FC. Paulinho stand von 1992 bis 1993 beim japanischen Erstligisten Verdy Kawasaki unter Vertrag. 1992 gewann er mit dem Verein den J.League Cup. 1994 kehrte er nach Brasilien zurück. Danach spielte er bei Inter de Limeira, CA Bragantino, Paraná Clube, América FC und Vila Nova FC.

## Erfolge
Verdy Kawasaki
- Japanischer Meister: 1993
- Japanischer Ligapokalsieger: 1992, 1993